# زیدآباد
زیدآباد شهری در بخش زیدآباد شهرستان سیرجان استان کرمان ایران است. 
که از سال 1372 از روستا به شهر تبدیل شده است.

## جمعیت
بر پایه سرشماری عمومی نفوس و مسکن در سال ۱۳۹۵ جمعیت این شهر ۹٬۱۱۲ نفر (در ۲٬۳۳۵ خانوار) بوده‌است.

## جغرافیا و اقلیم
این شهر در شمال باختری شهر سیرجان واقع شده و در جادهٔ سیرجان به شهر بابک قرار گرفته‌است. دریاچه نمک سیرجان در باختر زیدآباد واقع شده‌است.
آب‌های منطقه شهر زیدآباد از کوه لاشکار (۳۲۸۸ متر) سرچشمه می‌گیرند.
آب و هوای شهر زید آباد در تابستان ها گرم و در زمستان ها سرد است.

## ویژگی های انسانی
درآمد مردم شهر زیدآباد بیشتر از راه پسته‌کاری تأمین می‌شود و رونق کشاورزی منطقه باعث مهاجرپذیری آن شده‌است. بیشتر این مهاجران کاری، از شهرستان‌های مجاور شهرستان سیرجان از جمله شهرهای استان‌های فارس و هرمزگان به این شهر مهاجرت می‌نمایند.

## دیدنی‌ها
- مسجد بزرگ صاحب‌الزمان
- حسینیه تاریخی در غرب زیدآباد /حسینیه سیدالشهدا (معروف به حسینیه پایین)
- حسینیه‌ای معروف به نام خلوت که در ۴۰۰ سال[نیازمند منبع] پیش‌ساخته شده‌است.

- برج آجری پاسگاه قدیم
- قلعه تاریخی حاج درويش
- مقبره شیخ محمد حسن زیدآبادی ملقب به پیغمبر دزدان
- خانه تارخی حاج درويش
- آب انبار
- مزار شهدا گمنام